# 除湿剤

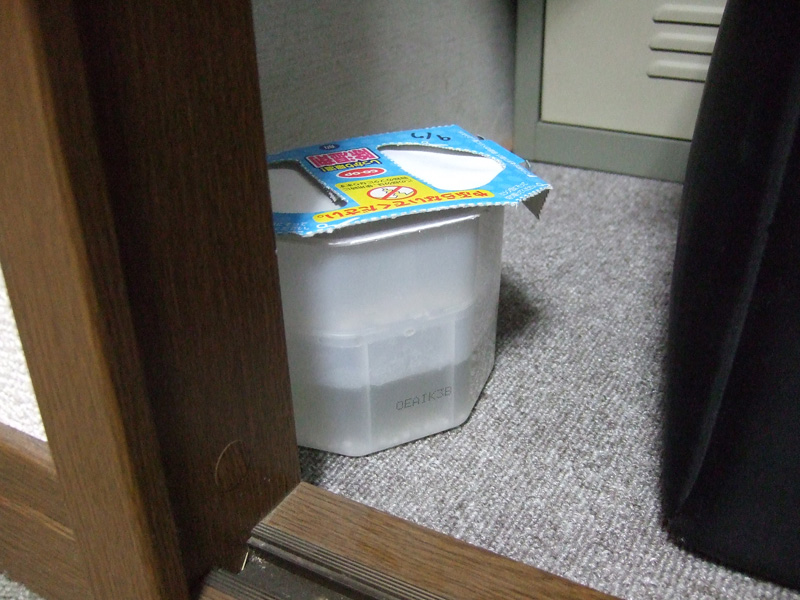
除湿剤

除湿剤（じょしつざい）とは、湿気を取り除くための薬剤および製品。主に住居の収納空間の湿気を取り除くためのもので、食品パッケージ内に使われるものは乾燥剤と呼ばれることが多い。ここでは前者の家庭用除湿剤について述べる（後者については乾燥剤を参照）。

## 概要
原料は固形の塩化カルシウムで、水分を吸収すると液状になる潮解性を除湿に利用している。生石灰やシリカゲルに比べて、より多くの水分を吸着するため、塩化カルシウムが用いられるようになった。
除湿剤で最も一般的なのは、容器内に液体が溜まるタンクタイプである。タンク内の液体はアルカリ性の塩化カルシウム液である。タンクタイプ以外にはゼリー状に固まるシートタイプ、詰め替えタイプ、パックタイプのものも存在する。
主な用途は押し入れやクローゼット、靴箱といった密閉空間の除湿である。部屋置きを想定した商品ではなく、部屋の湿気取りには効果がない。

## 注意点
除湿剤に溜まる水は塩化カルシウムが溶けたアルカリ性水溶液である。廃液は再使用できず、下水に流す際は水と共に流す必要がある。また、この廃液は金属に付くとサビの原因となり、植木にかけると枯れてしまう。

## 主な製品
- 除湿棒（ニトムズ〈日東電工の子会社。〉）1988年発売以来のロングセラー商品。省ゴミ詰め替え式タイプ。棒状フォルム。業界4位。
- ドライペット（エステー）業界1位。
- 水とりぞうさん（オカモト） - 2004年にトクヤマ（旧：徳山曹達）の子会社、トクヤマホームプロダクツから商標譲受。業界3位。
- ドライ&ドライUP（白元アース〈旧：白元〉）業界2位。
- 激乾（フマキラー） - 発売当初の商品名は「ザ・乾燥」。業界5位。
- addgood SUPER除湿（あらた）- 製造は紀陽除虫菊。また同社は湿気トルポンというシリーズで自社製品もある。
- 私の出番 住まいの湿気とり（石井化薬。2008年に廃業）